# Daria Przybyła
Daria Przybyła (30 de maio de 1991) é uma voleibolista profissional polonêsa, jogadora da posição líbero. 

## Títulos
Clubes
Campeonato Polônia:
- 2020[2]